# طوبال أوغيشي
طوبال أوغيشي (الاسم العلمي:Nyssa ogeche) هو نوع من النباتات يتبع جنس الطوبال من الفصيلة القرانية.